# Quarta-Feira Negra
A Quarta-Feira Negra se refere ao dia 16 de Setembro de 1992, quando o empresário e economista George Soros ganhou 1 bilhão de libras esterlinas especulando a desvalorização da libra esterlina.

## História
Ocorreu em 16 de setembro de 1992, quando o governo do Reino Unido foi forçado a retirar a libra esterlina do Mecanismo Europeu de Taxas de Câmbio - European Exchange Rate Mechanism (ERM) -, após uma tentativa fracassada de manter a libra acima do limite inferior de câmbio exigido pelo ERM. Naquela época, o Reino Unido ocupava a Presidência do Conselho da União Europeia.
Em 1997, o Tesouro do Reino Unido (UK Treasury) estimou o custo da Quarta-feira Negra em £ 3,14 bilhões, que foi revisado para £ 3,3 bilhões em 2005, após documentos divulgados sob a Lei de Liberdade de Informação (estimativas anteriores colocavam as perdas em uma faixa muito maior de £ 13–27 bilhões). As perdas comerciais em agosto e setembro representaram uma minoria das perdas (estimadas em £ 800 milhões) e a maior parte das perdas para o banco central surgiu de lucros não realizados de uma desvalorização potencial. Os papéis do Tesouro sugeriam que, se o governo tivesse mantido $ 24 bilhões de reservas em moeda estrangeira e a libra tivesse caído no mesmo valor, o Reino Unido poderia ter lucrado £ 2,4 bilhões com a desvalorização da libra esterlina.
A crise prejudicou a credibilidade do Ministério no tratamento dos assuntos econômicos. O Partido Conservador, no poder, sofreu uma derrota esmagadora cinco anos depois nas eleições gerais do Reino Unido de 1997 e não voltou ao poder até 2010. A recuperação da economia do Reino Unido nos anos após a Quarta-Feira Negra levou a uma reavaliação do legado da crise, quando o governo de John Major adotou uma política de metas de inflação como alternativa ao ERM e estabeleceu as bases para uma economia próspera no anos antes da crise financeira de 2007-08, o público britânico tornou-se cada vez mais eurocético.

## Consequências
Outros países do ERM, como a Itália, cujas moedas haviam violado suas bandas durante o dia, voltaram ao sistema com bandas ampliadas ou com paridades centrais ajustadas.
A Grã-Bretanha entrou em recessão, à medida que um grande número de empresas faliu e o mercado imobiliário entrou em colapso. Alguns comentaristas, seguindo Norman Tebbit, referiram-se ao ERM como um "Mecanismo de Recessão Eterna" depois que o Reino Unido entrou em recessão no início dos anos 1990. Enquanto muitas pessoas no Reino Unido se lembram da Quarta-feira Negra como um desastre nacional que afetou permanentemente o prestígio internacional do país, alguns conservadores afirmam que a expulsão forçada do ERM foi uma "Quarta-feira de Ouro" ou "Quarta-feira Branca", o dia que pavimentou o caminho para um renascimento econômico, com os conservadores entregando ao Novo Trabalhismo de Tony Blair uma economia muito mais forte em 1997 do que existia em 1992 já que a nova política econômica rapidamente concebida após a Quarta-Feira Negra levou a restabelecimento do crescimento econômico com queda do desemprego e inflação. A política monetária mudou para metas de inflação.
A reputação de excelência econômica do governo do Partido Conservador foi prejudicada na medida em que o eleitorado estava mais inclinado a apoiar a reivindicação da oposição da época - que a recuperação econômica deveria ser creditada a fatores externos, em oposição às políticas governamentais implementado pelos conservadores. Os conservadores haviam vencido recentemente as eleições gerais de 1992, e a pesquisa Gallup de setembro mostrou uma pequena vantagem de 2,5% para o Partido Conservador. Na pesquisa de outubro, após a Quarta-feira Negra, a parcela de votos pretendidos na pesquisa caiu de 43% para 29%. O governo conservador então sofreu uma série de derrotas eleitorais que viram sua maioria de 21 assentos erodida em dezembro de 1996. O desempenho do partido nas eleições para o governo local foi igualmente sombrio durante este tempo, enquanto os trabalhistas obtiveram grandes ganhos.
A Quarta-feira Negra foi um fator importante para os conservadores finalmente perderem as eleições gerais de 1997 para os trabalhistas, que venceram por uma vitória esmagadora sob a liderança de Tony Blair. Os conservadores não conseguiram ganhar terreno significativo nas eleições gerais de 2001 sob a liderança de William Hague, com os trabalhistas ganhando outra maioria esmagadora. Os conservadores não tomaram o governo novamente até que David Cameron os levou à vitória nas eleições gerais de 2010, 13 anos depois. Cinco anos depois, em 2015, o partido conquistou sua primeira maioria geral 23 anos após a última em 1992, cinco meses antes da crise.

George Soros obteve um lucro de mais de £ 1 bilhão vendendo a descoberto em libras esterlinas.